# Lista posiadaczy WCW World Heavyweight Championship

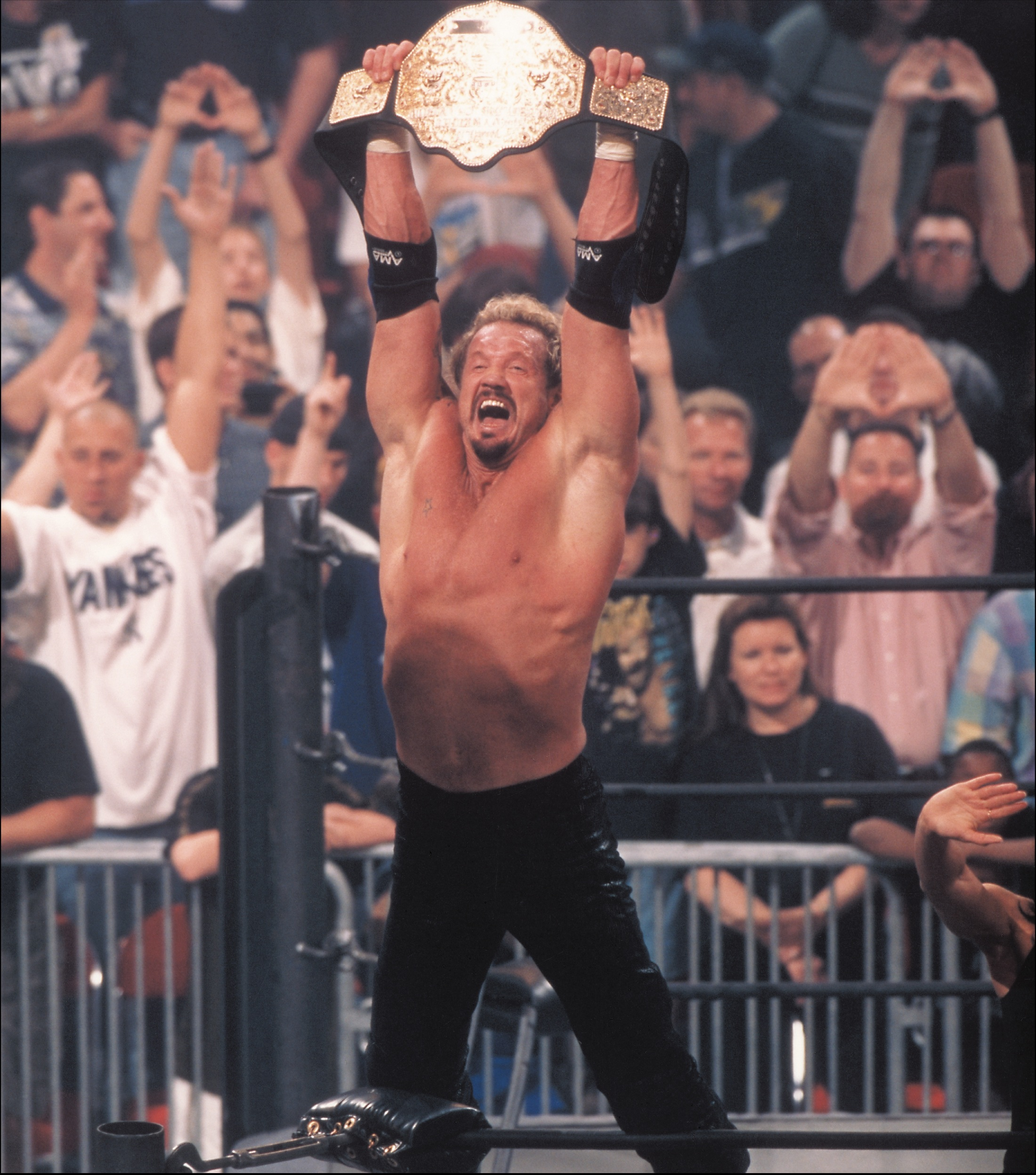
Trzykrotny mistrz Diamond Dallas Page trzymający Big Gold Belt, który reprezentował WCW World Heavyweight Championship w latach 1994-2001.

WCW World Heavyweight Championship było tytułem mistrzowskim profesjonalnego wrestlingu promowanym przez federację World Championship Wrestling (WCW). Rodowód tytułu zaczyna się, gdy Ted Turner zakupił Jim Crockett Promotions, które było używane jako część National Wrestling Alliance. Organizacja Turnera została zmieniona na World Championship Wrestling (WCW) i oddzieliła się od NWA w 1991.
WCW World Heavyweight Championship był oryginalnym światowym tytułem w WCW. W marcu 2001, WCW zostało zakupione przez World Wrestling Federation (znane teraz jako World Wrestling Entertainment) i był broniony w walkach jako "WCW Championship", a wmieszany był w część storyline'u związanego z "The Invasion", w którym wrestlerzy WCW i ECW walczyli z wrestlerami WWF. W listopadzie 2001, nazwa tytułu została zmieniona "World Championship", a miesiąc później został zunifikowany z WWF Championship, zmieniając tym samym nazwę WWF Championship na "Undisputed WWF Championship" i kończąc żywot WCW World Heavyweight Championship.
Tytuł był broniony przez różnych wrestlerów, którzy brali udział w oskryptowanych rywalizacjach i storyline'ach. Wrestlerzy byli pokazywani jako heele (negatywni, źli zawodnicy i najczęściej wrogowie publiki) i face’owie (pozytywni, dobrzy i najczęściej ulubieńcy publiki). Oficjalnie było 22 różnych mistrzów przy 62 oficjalnych panowaniach, gdzie Ric Flair posiadał go rekordowo siedem razy (pomimo że ósme panowanie nie jest uznawane przez WWE, zaś przez WCW ono było). Flair był również najstarszym posiadaczem WCW Championship (zdobył go w wieku 51 lat), zaś The Giant jest najmłodszym, zdobywając go w październiku 1995 w wieku 23 lat. Najdłużej panującym mistrzem był Hulk Hogan, który trzymał mistrzostwo przez 469 dni. Najkrócej panującym mistrzem był Chris Jericho, który posiadał tytuł przez około 13 i pół minuty, kiedy to zunifikował mistrzostwo z WWF Championship na Vengeance 2001, zostając jednocześnie ostatnim mistrzem.

## Nazwy
| Nazwa                              | Lata                                |
| ---------------------------------- | ----------------------------------- |
| WCW World Heavyweight Championship | 11 stycznia 1991 – 26 marca 2001    |
| WCW Championship                   | 24 czerwca 2001 – 18 listopada 2001 |
| World Championship                 | 19 listopada 2001 – 9 grudnia 2001  |

## Panowania
| Nr. | Wrestler            | Panowanie | Data                      | Dni | Miejsce               | Gala                              | Notka |
| --- | ------------------- | --------- | ------------------------- | --- | --------------------- | --------------------------------- | --- |
| 1   | Ric Flair           | 1         | 11 stycznia 1991(dts)     | 171 | East Rutherford, NJ   | House show                        | Pokonał Stinga o NWA World Heavyweight Championship. WCW uznawało to jako dodatkowe panowanie mistrza NWA dla WCW, lecz nie zaliczało to jako jednego z szesnastu światowych panowań Flaira, które składa się z ośmiu NWA, sześciu WCW i dwóch WWE. |
| —   | Zwakowany           | —         | 1 lipca 1991(dts)         | —   | —                     | —                                 | Flair opuścił WCW na rzecz World Wrestling Federation i odebrano mu tytuł. |
| 2   | Lex Luger           | 1         | 14 lipca 1991(dts)        | 230 | Baltimore, MD         | The Great American Bash           | Pokonał Barry’ego Windhama w steel cage matchu. |
| 3   | Sting               | 1         | 29 lutego 1992(dts)       | 134 | Milwaukee, WI         | SuperBrawl II                     | [ 3 ] [ 4 ] |
| 4   | Big Van Vader       | 1         | 12 lipca 1992(dts)        | 21  | Albany, GA            | The Great American Bash           | [ 5 ] [ 6 ] |
| 5   | Ron Simmons         | 1         | 2 sierpnia 1992(dts)      | 150 | Baltimore, MD         | House show                        | [ 7 ] |
| 6   | Big Van Vader       | 2         | 30 grudnia 1992(dts)      | 71  | Baltimore, MD         | House show                        | [ 2 ] [ 8 ] |
| 7   | Sting               | 2         | 11 marca 1993(dts)        | 6   | London, Anglia        | House show                        | [ 2 ] [ 9 ] |
| 8   | Big Van Vader       | 3         | 17 marca 1993(dts)        | 285 | Dublin, Irlandia      | House show                        | [ 2 ] [ 10 ] |
| 9   | Ric Flair           | 2         | 27 grudnia 1993(dts)      | 111 | Charlotte, NC         | Starrcade: 10th Anniversary       | [ 11 ] [ 12 ] |
| —   | Zwakowany           | —         | 17 kwietnia 1994(dts)     | —   | Rosemont, IL          | Spring Stampede                   | Tytuł został zwakowany po tym jak walka Flair vs. Ricky Steamboat została zakończona podwójnym przypięciem. To panowanie nie jest uznawane przez WWE, które uznaje Flaira jako sześciokrotnego WCW Championa.                                       |
| 10  | Ric Flair           | 3         | 21 kwietnia 1994(dts)     | 87  | Atlanta, GA           | Saturday Night                    | Pokonał Steamboata w rewanżu. Wyemitowano 14 maja 1994. |
| 11  | Hulk Hogan          | 1         | 17 lipca 1994(dts)        | 469 | Orlando, FL           | Bash at the Beach                 | [ 15 ] [ 16 ] |
| 12  | The Giant           | 1         | 29 października 1995(dts) | 8   | Detroit, MI           | Halloween Havoc                   | Won w walce, gdzie tytuł mógł zmienić posiadacza przez dyskwalifikację. The Giant pokonał Hogana przez dyskwalifikację, gdy menadżer Hogana Jimmy Hart zainterweniował.                                                                             |
| —   | Zwakowany           | —         | 6 listopada 1995(dts)     | —   | Jacksonville, FL      | Nitro                             | The Giantowi zostało odebrane mistrzostwo przez kontrowersyjne zakończenie walki na Halloween Havoc. |
| 13  | Randy Savage        | 1         | 26 listopada 1995(dts)    | 31  | Norfolk, VA           | World War 3                       | Wygrał w World War 3 matchu, eliminując jako ostatniego One Man Ganga. |
| 14  | Ric Flair           | 4         | 27 grudnia 1995(dts)      | 26  | Nashville, TN         | Starrcade: World Cup of Wrestling | [ 20 ] [ 21 ] |
| 15  | Randy Savage        | 2         | 22 stycznia 1996(dts)     | 20  | Las Vegas, NV         | Nitro                             | [ 22 ] |
| 16  | Ric Flair           | 5         | 11 lutego 1996(dts)       | 71  | St. Petersburg, FL    | SuperBrawl VI                     | Wygrał w Steel cage matchu. |
| 17  | The Giant           | 2         | 22 kwietnia 1996(dts)     | 110 | Albany, GA            | Nitro                             | Wyemitowano 29 kwietnia 1996. |
| 18  | Hollywood Hogan     | 2         | 10 sierpnia 1996(dts)     | 359 | Sturgis, SD           | Hog Wild                          | [ 26 ] [ 27 ] |
| 19  | Lex Luger           | 2         | 4 sierpnia 1997(dts)      | 5   | Auburn Hills, MI      | Nitro                             | [ 28 ] |
| 20  | Hollywood Hogan     | 3         | 9 sierpnia 1997(dts)      | 141 | Sturgis, SD           | Road Wild                         | [ 29 ] [ 30 ] |
| 21  | Sting               | 3         | 28 grudnia 1997(dts)      | 11  | Waszyngton            | Starrcade                         | Hogan wpierw przypiął Stinga, lecz sędzia specjalny Bret Hart cofnął decyzję sędziego Nicka Patricka, który wykonał szybkie odliczenie, i zrestartował walkę. Sting wygrał przez submission.                                                        |
| —   | Zwakowany           | —         | 8 stycznia 1998(dts)      | —   | Daytona Beach, FL     | Thunder                           | Wyemitowano 8 stycznia 1998. Zwakowano przez kontrowersyjne zakończenia walk 28 i 29 grudnia. |
| 22  | Sting               | 4         | 22 lutego 1998(dts)       | 56  | Daly City, CA         | SuperBrawl VIII                   | Pokonał Hogana w rewanżu. |
| 23  | Randy Savage        | 3         | 19 kwietnia 1998(dts)     | 1   | Denver, CO            | Spring Stampede                   | [ 35 ] [ 36 ] |
| 24  | Hollywood Hogan     | 4         | 20 kwietnia 1998(dts)     | 77  | Colorado Springs, CO  | Nitro                             | Wygrał w no-disqualification matchu. |
| 25  | Goldberg            | 1         | 6 lipca 1998(dts)         | 174 | Atlanta, GA           | Nitro                             | [ 38 ] |
| 26  | Kevin Nash          | 1         | 27 grudnia 1998(dts)      | 8   | Waszyngton            | Starrcade                         | [ 39 ] [ 40 ] |
| 27  | Hollywood Hogan     | 5         | 4 stycznia 1999(dts)      | 69  | Atlanta, GA           | Nitro                             | Nash podłożył się Hoganowi. |
| 28  | Ric Flair           | 6         | 14 marca 1999(dts)        | 28  | Louisville, KY        | Uncensored                        | Wygrał w First Blood Steel Cage matchu. |
| 29  | Diamond Dallas Page | 1         | 11 kwietnia 1999(dts)     | 15  | Tacoma, WA            | Spring Stampede                   | Pokonał Flaira, Stinga i Hollywood Hogana w four-way matchu. Randy Savage był sędzią specjalnym. |
| 30  | Sting               | 5         | 26 kwietnia 1999(dts)     | <1  | Fargo, ND             | Nitro                             | [ 46 ] |
| 31  | Diamond Dallas Page | 2         | 26 kwietnia 1999(dts)     | 13  | Fargo, ND             | Nitro                             | Pokonał Stinga, Kevina Nasha i Goldberga w No-Disqualification Fatal Four-Way matchu. |
| 32  | Kevin Nash          | 2         | 9 maja 1999(dts)          | 63  | St. Louis, MO         | Slamboree                         | [ 48 ] [ 49 ] |
| 33  | Randy Savage        | 4         | 11 lipca 1999(dts)        | 1   | Ft. Lauderdale, FL    | Bash at the Beach                 | Savage przypiął Nasha w tag team matchu, w którym brali również udział Sid Vicious i Sting; jeśli Nash zostałby przypięty, straciłby mistrzostwo.                                                                                                   |
| 34  | Hollywood Hogan     | 6         | 12 lipca 1999(dts)        | 62  | Jacksonville, FL      | Nitro                             | [ 51 ] |
| 35  | Sting               | 6         | 12 września 1999(dts)     | 43  | Winston-Salem, NC     | Fall Brawl                        | [ 52 ] [ 53 ] |
| —   | Zwakowany           | —         | 25 października 1999(dts) | —   | Phoenix, AZ           | Nitro                             | Stingowi zostało odebrane mistrzostwo po przegraniu non sanctioned matchu przeciwko Goldbergowi i przez zaatakowanie sędziego Charlesa Robinsona na Halloween Havoc.                                                                                |
| 36  | Bret Hart           | 1         | 21 listopada 1999(dts)    | 29  | Toronto, Ontario      | Mayhem                            | Pokonał Chrisa Benoit w finale turnieju. |
| —   | Zwakowany           | —         | 20 grudnia 1999(dts)      | —   | Baltimore, MD         | Nitro                             | Hart zwakował tytuł z powodu kontrowersyjnego finału walki z Goldbergiem na Starrcade 1999. |
| 37  | Bret Hart           | 2         | 20 grudnia 1999(dts)      | 27  | Baltimore, MD         | Nitro                             | Pokonał Goldberga w rewanżu. |
| —   | Zwakowany           | —         | 16 stycznia 2000(dts)     | —   | Cincinnati, OH        | Souled Out                        | Hart zwakował tytuł z powodu kontuzji. |
| 38  | Chris Benoit        | 1         | 16 stycznia 2000(dts)     | 1   | Cincinnati, OH        | Souled Out                        | Pokonał Sid Viciousa. |
| —   | Zwakowany           | —         | 17 stycznia 2000(dts)     | —   | Columbus, OH          | Nitro                             | Benoit oddał tytuł i opuścił WCW na rzecz WWF. |
| 39  | Sid Vicious         | 1         | 24 stycznia 2000(dts)     | 1   | Los Angeles, CA       | Nitro                             | Pokonał Kevina Nasha po tym jak pokonał The Harris Brothers o prawo na walkę o tytuł z Nashem. |
| —   | Zwakowany           | —         | 25 stycznia 2000(dts)     | —   | Las Vegas, NV         | Thunder                           | Vicious stracił tytuł, gdy Komisarz WCW Kevin Nash określił, że Sid przypiął niewłaściwego brata Harris. |
| 40  | Kevin Nash          | 3         | 25 stycznia 2000(dts)     | <1  | Las Vegas, NV         | Thunder                           | Po zwakowaniu, tej samej nocy przyznał sobie mistrzostwo. Nie jest wliczone w rodowód tytułu na WWE.com. |
| 41  | Sid Vicious         | 2         | 25 stycznia 2000(dts)     | 76  | Las Vegas, NV         | Thunder                           | Pokonał Nasha i Rona Harrisa w handicap matchu. Wyemitowano 26 stycznia 2000. |
| —   | Zwakowany           | —         | 10 kwietnia 2000(dts)     | —   | Denver, CO            | Nitro                             | Wszystkie tytuły WCW zostały zwakowane przez Vince’a Russo i Erica Bischoffa po tym, jak WCW zostało "zresetowane". |
| 42  | Jeff Jarrett        | 1         | 16 kwietnia 2000(dts)     | 8   | Chicago, IL           | Spring Stampede                   | Pokonał Dallas Page'a w finale turnieju. |
| 43  | Diamond Dallas Page | 3         | 24 kwietnia 2000(dts)     | 1   | Rochester, NY         | Nitro                             | Pokonał Jarretta w steel cage matchu. |
| 44  | David Arquette      | 1         | 25 kwietnia 2000(dts)     | 12  | Syracuse, NY          | Thunder                           | Arquette przypiął Erica Bischoffa w tag team title matchu, w którym brali również udział DDP i Jarrett; wrestler, który zdobyłby przypięcie, zostałby mistrzem. Wyemitowano 26 kwietnia 2000.                                                       |
| 45  | Jeff Jarrett        | 2         | 7 maja 2000(dts)          | 8   | Kansas City, MO       | Slamboree                         | Wygrał w triple cage matchu, w którym brał również udział Page. |
| 46  | Ric Flair           | 7         | 15 maja 2000(dts)         | 7   | Biloxi, MS            | Nitro                             | [ 68 ] |
| —   | Zwakowany           | —         | 22 maja 2000(dts)         | —   | Grand Rapids, MI      | Nitro                             | Vince Russo odebrał tytuł Flairowi. |
| 47  | Jeff Jarrett        | 3         | 22 maja 2000(dts)         | 1   | Grand Rapids, MI      | Nitro                             | Pokonał Kevina Nasha w Falls Count Anywhere matchu o zwakowany tytuł. |
| 48  | Kevin Nash          | 4         | 23 maja 2000(dts)         | 6   | Saginaw, MI           | Thunder                           | Pokonał Jarretta i Scotta Steinera w Triple Threat matchu. Wyemitowano 24 maja 2000. |
| 49  | Ric Flair           | 8         | 29 maja 2000(dts)         | <1  | Salt Lake City, UT    | Nitro                             | Nash zwrócił tytuł Flairowi. |
| 50  | Jeff Jarrett        | 4         | 29 maja 2000(dts)         | 41  | Salt Lake City, UT    | Nitro                             | [ 72 ] |
| 51  | Booker T            | 1         | 9 lipca 2000(dts)         | 50  | Daytona Beach, FL     | Bash at the Beach                 | Po kontrowersyjnym zakończeniu walki Hogan/Jarrett, Vince Russo zadecytował, że Jarrett będzie bronił tytułu w walce przeciwko Bookerowi T. |
| 52  | Kevin Nash          | 5         | 28 sierpnia 2000(dts)     | 20  | Las Cruces, NM        | Nitro                             | [ 63 ] |
| 53  | Booker T            | 2         | 17 września 2000(dts)     | 8   | Buffalo, NY           | Fall Brawl                        | Wygrał w Caged Heat matchu. |
| 54  | Vince Russo         | 1         | 25 września 2000(dts)     | 7   | Uniondale, NY         | Nitro                             | Wygrał w steel cage matchu. |
| —   | Zwakowany           | —         | 2 października 2000(dts)  | —   | Daly City, CA         | Nitro                             | Russo zdecydował, że nie jest wrestlerem i nie potrzebuje tytułu. |
| 55  | Booker T            | 3         | 2 października 2000(dts)  | 55  | Daly City, CA         | Nitro                             | Pokonał Jarretta w "San Francisco 49ers matchu". |
| 56  | Scott Steiner       | 1         | 26 listopada 2000(dts)    | 120 | Milwaukee, WI         | Mayhem                            | Wygrał w "Straight Jacket steel cage matchu". |
| 57  | Booker T            | 4         | 26 marca 2001(dts)        | 120 | Panama City Beach, FL | Nitro                             | Wygrał w ostatnim odcinku WCW Monday Nitro. WCW zostało zakupione przez WWF 23 marca 2001; nazwa tytułu została zmieniona na "WCW Championship". |
| 58  | Kurt Angle          | 1         | 24 lipca 2001(dts)        | 6   | Pittsburgh, PA        | SmackDown!                        | Wyemitowano 26 lipca 2001. |
| 59  | Booker T            | 5         | 30 lipca 2001(dts)        | 20  | Filadeldia, PA        | Raw is War                        | [ 82 ] |
| 60  | The Rock            | 1         | 19 sierpnia 2001(dts)     | 63  | San Jose, CA          | SummerSlam                        | [ 83 ] [ 84 ] |
| 61  | Chris Jericho       | 1         | 21 października 2001(dts) | 15  | St. Louis, MO         | No Mercy                          | [ 85 ] [ 86 ] |
| 62  | The Rock            | 2         | 5 listopada 2001(dts)     | 34  | Uniondale, NY         | Raw                               | Nazwa tytułu została zmieniona na "World Championship" 19 listopada po tym, jak The Alliance zostało rozwiązane. |
| 63  | Chris Jericho       | 2         | 9 grudnia 2001(dts)       | <1  | San Diego, CA         | Vengeance                         | [ 88 ] |
| —   | Zunifikowany        | —         | 9 grudnia 2001(dts)       | —   | San Diego, CA         | Vengeance                         | Zunifikowano z WWF Championship, kiedy Jericho pokonał Steve’a Austina, kontynuując żywot WWF Championship i jednocześnie zmieniając jego nazwę na "Undisputed WWF Championship".                                                                   |

## Łączna ilość panowań
| Nr. | Wrestler             | Ilość panowań | Łączna ilość dni |
| --- | -------------------- | ------------- | ---------------- |
| 1   | Hulk/Hollywood Hogan | 6             | 1 177            |
| 2   | Ric Flair            | 8             | 501              |
| 3   | Big Van Vader        | 3             | 377              |
| 4   | Booker T             | 5             | 253              |
| 5   | Sting                | 6             | 250              |
| 6   | Lex Luger            | 2             | 235              |
| 7   | Goldberg             | 1             | 174              |
| 8   | Ron Simmons          | 1             | 150              |
| 9   | Scott Steiner        | 1             | 120              |
| 10  | The Giant            | 2             | 118              |
| 11  | Kevin Nash           | 5             | 97               |
| 11  | The Rock             | 2             | 97               |
| 13  | Sid Vicious          | 2             | 77               |
| 14  | Jeff Jarrett         | 4             | 58               |
| 15  | Bret Hart            | 2             | 56               |
| 16  | Randy Savage         | 4             | 53               |
| 17  | Diamond Dallas Page  | 3             | 29               |
| 18  | Chris Jericho        | 2             | 15               |
| 19  | David Arquette       | 1             | 12               |
| 20  | Vince Russo          | 1             | 7                |
| 21  | Kurt Angle           | 1             | 6                |
| 22  | Chris Benoit         | 1             | 1                |